# 1535
1535 (MDXXXV) je bilo navadno leto, ki se je po julijanskem koledarju začelo na petek.

## Dogodki
- Hansa razpade.

## Rojstva
- 29. september - Luis de Molina, španski jezuit, teolog in politični filozof († 1600)

## Smrti
- 18. februar - Heinrich Cornelius Agrippa, poznan tudi kot Agrippa iz Nettesheima, nemški humanist, okultist (* 1486)
- 26. marec - Georg Tannstetter, avstrijski humanist, astronom, astrolog in zdravnik (* 1482)
- 6. julij - Thomas More, angleški humanist, državnik (* 1477)

Neznan datum
- Gustav Trolle, uppsalski nadškof (* 1488)